# 官榮
官榮，福建沙縣人，明朝政治人物、進士出身。

## 生平
天順八年，登進士，官至石阡府知府。